# Hansjörg Trachsel
Hansjörg Trachsel (30 agosto 1948) è un bobbista e politico svizzero.

## Biografia
Viene ricordato come vincitore di una medaglia di bronzo nella sua disciplina, ottenuta ai campionati mondiali del 1979 (edizione tenutasi a Königssee, Germania) insieme ai connazionali Erich Schärer, Ulrich Bächli e Josef Benz
Nell'edizione l'oro andò e l'argento andarono alle nazionali tedesche. Vinse anche una medaglia d'argento nel bob a due ai mondiali del 1977.
Dopo il ritiro dalla carriera agonistica si è dedicato alla politica.